# Mx (titre)
Mx (habituellement prononcé /mɪks/ ou /mʌks/ et parfois /ɛmˈɛks/,,) est un néologisme de langue anglaise servant à indiquer un titre de civilité sans indiquer de genre. Il a été proposé comme alternative aux titres genrés habituels en anglais tels que M. (Mister, Monsieur) ou Mrs (Madame) à la fin des années 2010. Il est souvent utilisé par les personnes non binaires, ainsi que par toute personne ne souhaitant pas révéler son genre ou être désignée par lui. C'est un titre neutre qui est aujourd'hui largement accepté, notamment par le gouvernement du Royaume-Uni, ainsi que de nombreuses entreprises du pays. Il figure dans de nombreux dictionnaires anglais.

## Étymologie
Ce mot est apparu à la fin des années 1970,. Le « x » est utilisé comme métacaractère et ne fait pas nécessairement référence à un genre « mixte »[source insuffisante].

## Usage
En 2013, le Brighton and Hove City Council (en) de Sussex, en Angleterre, vote en faveur de l'utilisation du titre « Mx » sur les formulaires du Conseil et en 2014 la Royal Bank of Scotland inclut le titre comme option pour ses clients. En 2015, la reconnaissance de ce titre se démocratise à travers les institutions britanniques, notamment au sein de la Royal Mail, des agences gouvernementales responsables des documents officiels tels que les passeports et permis de conduire, la plupart des grandes banques et diverses autres entreprises et associations.
Ce titre est aujourd'hui accepté par le Department for Work and Pensions, HM Revenue and Customs, le National Health Service et nombreux autres Conseils, universités, compagnies d'assurance et services publics à travers le Royaume-Uni. La Chambre des communes du Royaume-Uni confirme en 2015 qu'elle accepte l'utilisation de « Mx » par les députés.
En 2015, « Mx » est ajouté au Oxford English Dictionary. En 2016, Metro Bank devient la première banque à proposer l'option « Mx » sur ses formulaires (bien que d'autres banques aient déjà modifié leurs registres, à la demande, avant ça), suivie par HSBC l'année suivante.
Bien que le terme « Mx » reste peu commun aux États-Unis, il est ajouté au dictionnaire Merriam-Webster Unabridged Dictionary en 2016.
Le terme « Mixter » est parfois utilisé comme forme longue (à l'instar de « Mister » pour Mr),. D'après une étude informelle du site web GenderCensus.com en 2019, 25-31% des 896 participants à travers le monde utilisant le titre « Mx » le prononçaient « Mix », 9-12% le prononçaient « Məx » (où ə est la voyelle moyenne centrale), 3% le prononçaient  « Em Ecks » (les lettres M-X épelées en anglais) et 1,9% le prononçaient « Mixter ».